# 常念川
常念川（じょうねんがわ）は、静岡県静岡市清水区を流れる巴川水系の準用河川。 
巴川で最も下流の右岸に合流する支流である。 

## 地理
清水区南矢部の貯水池（所川堤）に源を発し、能満寺と八坂神社の間を北東に流下する。この地域においては「所川」とも呼ばれている。
庄福町より下流においては直線的な河道に整備されており、静岡市清水生涯学習交流館の前を通り、常念川水門をくぐって巴川と合流する。 
なお、静岡市による管理名称は「常念川」であるが、同川には「浄念橋」「第一浄念橋」もかけられており、表記にゆらぎが見られる。 

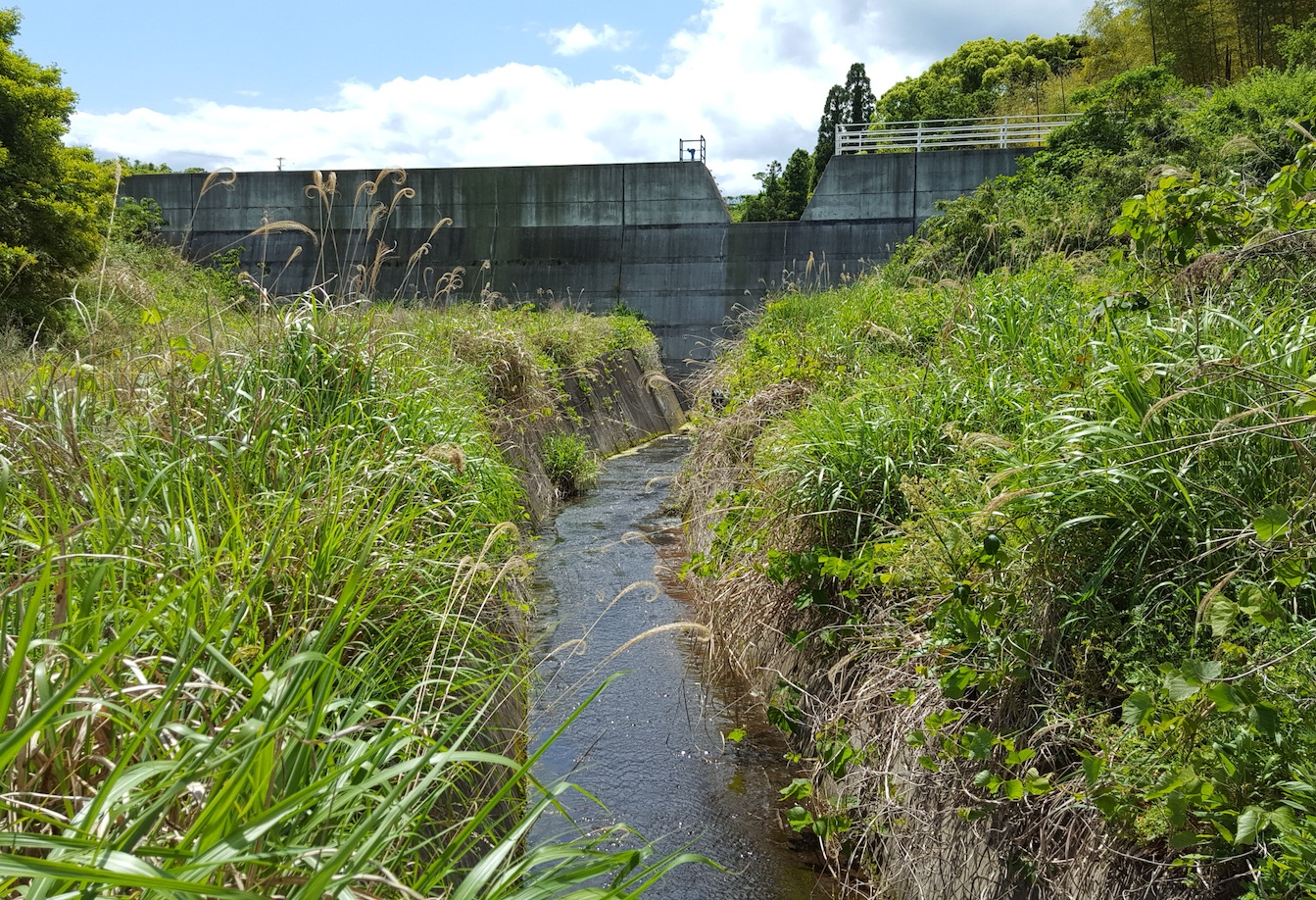
常念川起点付近（清水区南矢部）

## 治水
1988年（昭和 63 年）までに津波対策として、巴川本流の堤防嵩上げと共に、常念川水門の整備が完了した。 
但し、大雨や台風の高潮による潮位上昇に対しては（常念川の排水を妨げる）水門閉鎖ができず、浸水被害を防ぐことができない。 
2020年（令和2年）5月現在、清水区松井町・幸町付近では、常念川護岸の嵩上げ工事が行われている。 

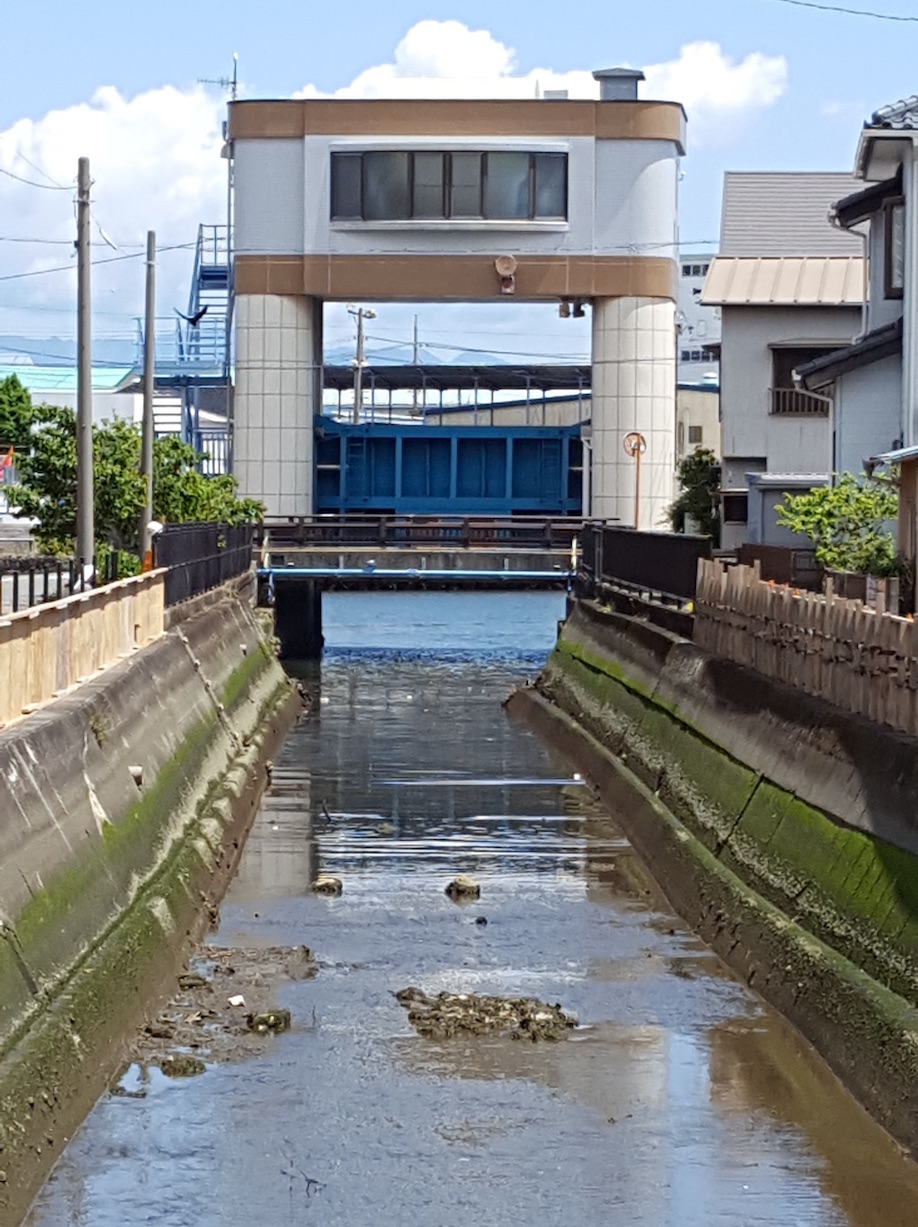
常念川水門（清水区松井町）